# Clase Brandenburg (1994)
Las fragatas F123 clase Brandenburg son una serie de cuatro navíos de guerra actualmente en servicio en la Marina Alemana. Fueron pedidos en junio de 1989, siendo dados de alta entre 1994 y 1996 en sustitución de los destructores clase Hamburg. 

## Historial
En un comienzo estas fragatas realizaron principalmente tareas de lucha antisubmarina, pero también contribuyeron en la defensa antiaérea, como buques de mando y en operaciones de superficie.
En la actualidad las fragatas clase F123 se encuentran en fase de modernización en el marco del proyecto Fähigkeitsanpassung FüWES (FAF). Los primeros equipos en ser mejorados en este programa son los del sistema de combate, para los que se usará una versión del sistema TACTICOS de la firma holandesa Thales. También se modernizará el radar secundario a un modelo EADS IFF MSSR 2000 I y se actualizará el sistema de transmisión de datos hasta el Link 16.
Todas las unidades fueron nombradas con nombres de estados federados alemanes y tienen su base en Wilhelmshaven en el 2. Fregattengeschwader (2ª Escuadrón de Fragatas) de la Deutsche Marine.

## Lista de barcos
| Numeral | Nombre                 | Indicativo de llamada | Puesta en grada         | Astillero     | Botado                | Alta                    | Imagen |
| ------- | ---------------------- | --------------------- | ----------------------- | ------------- | --------------------- | ----------------------- | ------ |
| F215    | Brandenburg            |                       | 11 de febrero de 1992   | Blohm + Voss  | 28 de agosto de 1992  | 14 de octubre de 1994   |        |
| F216    | Schleswig-Holstein     |                       | 1 de julio de 1993      | Howaldtswerke | 8 de junio de 1994    | 24 de noviembre de 1995 |        |
| F217    | Bayern                 |                       | 16 de diciembre de 1993 | Nordseewerke  | 30 de junio de 1994   | 15 de junio de 1996     |        |
| F218    | Mecklenburg-Vorpommern |                       | 23 de noviembre de 1993 | Bremer Vulkan | 23 de febrero de 1995 | 1 de diciembre de 1996  |        |